# Ján Mitrovčák
Ján Mitrovčák (4. ledna 1860 – 1. srpna 1927) byl slovenský a československý politik a meziválečný poslanec Revolučního národního shromáždění.

## Biografie
Už před rokem 1918 byl aktivní v slovenském národní hnutí v regionu Zemplína. Koncem roku 1918 se pak zde podílel na přebírání moci československými úřady.
Zasedal v československém Revolučním národním shromáždění za slovenský klub (slovenští poslanci Revolučního národního shromáždění ještě nebyli organizováni podle stranických klubů). Mandátu poslance se ujal v říjnu 1919. Byl profesí rolníkem.
Na počátku 20. let byl členem Slovenské národní a rolnické strany (SNaRS) a v březnu 1920 se uvádělo, že za ni bude kandidovat v parlamentních volbách v roce 1920 do senátu. Zvolen ale nebyl.